# آمنة جبريل سليمان
آمنة جبريل سليمان (1951-) هي سياسية ونسوية فلسطينية، ولدت في مدينة بيروت لعائلة هجرت بسبب نكبة 1948، ترعرعت في مخيمات اللجوء اللبنانية. تخرجت من جامعة بيروت العربية بدرجة بكالوريوس في تخصص أدب اللغة الإنجليزية عام 1977 واختيرت ممثلةً لحركة فتح في المؤتمر السابع.

## حياتها
قامت بعملها معلمةً للأطفال بمدرسة خاصة، ثم بعد ذلك عملت مع وكالة الأمم المتحدة لإغاثة وتشغيل اللاجئين الفلسطينيين (UNRWA). بدأت آمنة الأعمال التطوعية مع الطلبة عام 1972، قبيل الانتساب إلى الاتحاد العام للمرأة الفلسطينية، وأصبحت عضواً فعّالا في مخيم اللاجئين المحلي عام 1973، وعضواً في الهيئة الإدارية في المخيم عام 1978، ونائبةً لرئيسة المجلس عام 1981. أصبحت عضواً في المجلس الوطني الفلسطيني عام 1983.
انخرطت في تنظيم ورشات عمل كثيرة تتعلق بإعادة التأهيل، شؤون المرأة الفلسطينية، ومحو الأمية، وعمالة الأطفال والجندر. فازت بعضوية المجلس الثوري لحركة فتح في 29 تشرين الثاني 2016 في مؤتمرها السابع، وكانت من بين أكثر مئة امرأة عالمية انخرطوا في العمل على مستقبل أفضل، كما رُشحت لجائزة نوبل للسلام للعام 2005، وفازت بها لنضالاتها في القضية الفلسطينية.